# تپه گوران ۱
تپه گوران ۱ مربوط به کالکولتیک(مس‌سنگی) - هزاره دوم (پیش از میلاد) - دوره اسلامی قرن ۶ تا ۸ ه.ق است و در شهرستان پیرانشهر، بخش مرکزی، دهستان لاهیجان، روستای گوران واقع شده است. این اثر در تاریخ ۳۰ دی ۱۳۸۵ با شمارهٔ ثبت ۱۶۸۴۳ به عنوان یکی از آثار ملی ایران به ثبت رسیده است.